# Dasineura kleini
Dasineura kleini är en tvåvingeart som först beskrevs av Ewald Rübsaamen 1892.  Dasineura kleini ingår i släktet Dasineura och familjen gallmyggor.
Artens utbredningsområde är Tyskland. Inga underarter finns listade i Catalogue of Life.